# Frederic III de Nàpols

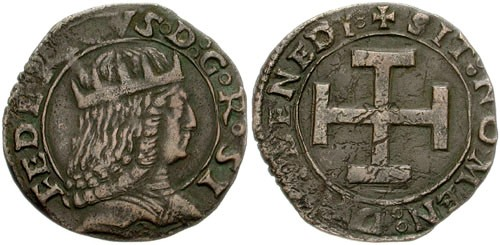
Sisè de Frederic III de Nàpols, 1496-1501.

Frederic III de Nàpols (1452 - Tours, França 1504), rei de Nàpols (1496-1501).

## Orígens familiars
Nascut el 19 d'abril de 1452 fill del rei Ferran I de Nàpols i la seva primera muller Isabel de Chiaramonte. Fou germà del també rei Alfons II de Nàpols i net per part de pare del rei Alfons V d'Aragó.

## Ascens al poder
Fou designat hereu del Regne de Nàpols a la mort sense descendents del seu nebot Ferran II de Nàpols, que s'havia casat amb la germana petita de Frederic III, Joana de Nàpols.
En 1501, les tropes enviades per Lluís XII de França van envair el Regne de Nàpols des del nord i les de Ferran II d'Aragó van ocupar el sud donant inici a la Guerra d'Itàlia de 1499–1501 amb l'excusa de la seva aliança amb els turcs. L'octubre de 1501 Frederic, assetjat a Castel Nuovo, va lliurar finalment totes les seves possessions al regne de França, retirant-se a Ischia; posteriorment seria conduït a França, d'on se li va prohibir sortir, rebent en compensació per la pèrdua del regne una pensió de 30.000 lliures i el comtat de Maine. Ferran el Catòlic aconseguí expulsar el rei francès el 1504 i retingué la corona per a si mateix, integrant de nou sota una mateixa corona el regne insular i peninsular de Sicília. Frederic III va morir a Tours el 9 de novembre de 1504.

## Núpcies i descendents
Es casà l'11 de setembre de 1478 a la catedral de Milà amb Anna de Savoia, filla del duc Amadeu IX de Savoia. D'aquesta unió nasqué:
- la princesa Carlota de Nàpols (1480-1506)

Es casà, en segones núpcies, el 28 de novembre de 1486 a Àndria amb Isabel dels Baus. D'aquesta únió nasqueren:
- el príncep Ferran de Nàpols (1488-1550), duc de Calàbria
- el príncep Alfons de Nàpols, mort jove
- el príncep Cèsar de Nàpols, mort jove
- la princesa Isabel de Nàpols (?-1550)
- la princesa Júlia de Nàpols (v 1492-1542)